# Pierre-Jean Peltier
Pierre-Jean Peltier (* 20. Mai 1984 in Pont-à-Mousson, Frankreich) ist ein ehemaliger französischer Ruderer.

## Karriere
Peltier begann mit dem Rudersport im Jahr 2002 und startete bereits zwei Jahre später bei den U23-Nachwuchsweltmeisterschaften für sein Heimatland Frankreich im Achter. Ebenso wie bei zwei weiteren Teilnahmen an diesem Wettkampf 2005 und 2006 konnte er dabei keinen Medaillengewinn verbuchen.
Ab der Saison 2006 wurde Peltier zunächst im Einer für die Nationalmannschaft der offenen Altersklasse aufgebaut. Bei seiner Weltcup-Premiere in dieser Saison belegte er Platz 17, bei den Weltmeisterschaften im britischen Eton Platz 21. Auch im Folgejahr war Peltier im Einer unterwegs, er erreichte aber nur den 23. Rang bei den Weltmeisterschaften 2007. In der olympischen Saison 2008 gelang ihm schließlich der Sprung in den Doppelvierer, der durch den Gewinn der Silbermedaille bei der WM im Vorjahr bereits für die Olympischen Sommerspiele in Peking qualifiziert war. In der Besetzung Jonathan Coeffic, Pierre-Jean Peltier, Julien Bahain und Schlagmann Cédric Berrest gewann die französische Equipe die olympische Bronzemedaille im Olympischen Ruder- und Kanupark Shunyi. Peltier ging wenige Wochen später auch mit dem französischen Achter bei den Europameisterschaften in Athen an den Start und gewann den EM-Titel.
Im neuen Olympiazyklus konnte sich Peltier in der französischen Rudernationalmannschaft halten. Bei den Weltmeisterschaften 2009 im polnischen Posen ruderte er im Doppelvierer auf Rang 5. Danach startete er wie im Vorjahr bei den Europameisterschaften im Achter und gewann hier eine Bronzemedaille. Die nächste Saison verlief nicht erfolgreich, im Doppelvierer reichte es nur für Platz 9 bei den Europameisterschaften in Portugal und bei den Weltmeisterschaften musste Peltier erneut im Einer an den Start gehen. Er belegte wie schon bei seiner WM-Premiere 2006 den 21. Rang. Zurück im Doppelvierer in der Saison 2011 war er aber zunächst ebenso erfolglos: bei den Weltmeisterschaften der vorolympischen Saison im slowenischen Bled verpasste Peltier mit dem französischen Skull-Großboot mit Platz 13 die Qualifikation für die Spiele von London. Erst bei der finalen Qualifikationsregatta im Mai 2012 in Luzern löste er mit dem Doppelvierer das Ticket zu den Olympischen Sommerspielen 2012 mit einem zweiten Platz bei lediglich noch zwei zu vergebenden Quotenplätzen. Die olympische Ruderregatta schloss die französische Auswahl mit Benjamin Chabanet, Matthieu Androdias, Pierre-Jean Peltier und Schlagmann Adrien Hardy auf dem 10. Gesamtrang ab. Mit Julien Bahain, Matthieu Androdias und Cédric Berrest ruderte Peltier kurz später noch einmal bei den Europameisterschaften ins B-Finale und beendete dann seine Karriere als internationaler Rudersportler.
Peltier startete für den Verein Société Nautique de Pont-à-Mousson in seiner Heimatstadt. Bei einer Körperhöhe von 1,91 m betrug sein Wettkampfgewicht rund 93 kg. Sein Vater Jean-Raymond Peltier nahm als Ruderer des französischen Doppelvierers an den Olympischen Sommerspielen 1980 in Moskau teil.